# Upplands runinskrifter 1047
Runinskrift U 1047 är en runsten vid Björklinge kyrka i Uppsala kommun, Uppland. Det är den första stenen till höger om kyrkans ingång, av de fyra runstenerna som står utanför kyrkan. De andra tre är U 1045, U 1046 och U 1048. En informationstavla vid stenarna saknas.

## Inskriften
Runorna på vänstra sidan stenen är uppochnervända.
Translitterering av runraden:
ayka-ʀ ' auk ' kitilbiarn ' auk ' keisl ' auk ' ihul ' litu ' rita sten ' eftiʀ hybiarn faþ ' sin '
Normalisering till runsvenska:
Øygæ[i]ʀʀ ok Kætilbiorn ok Gisl(?) ok Igull letu retta stæin æftiʀ Øybiorn, faður sinn.
Översättning till nusvenska:
Eigir och Kättilbjörn och Gisle och Igul lät resa stenen efter Eibjörn, sin fader

## Historia
Stenen har hittats vid rivningen av kyrkogårdsmuren 1865. Alla runstenor vid Björklinge kyrka har målats om sommaren 2008.

## Bildgalleri

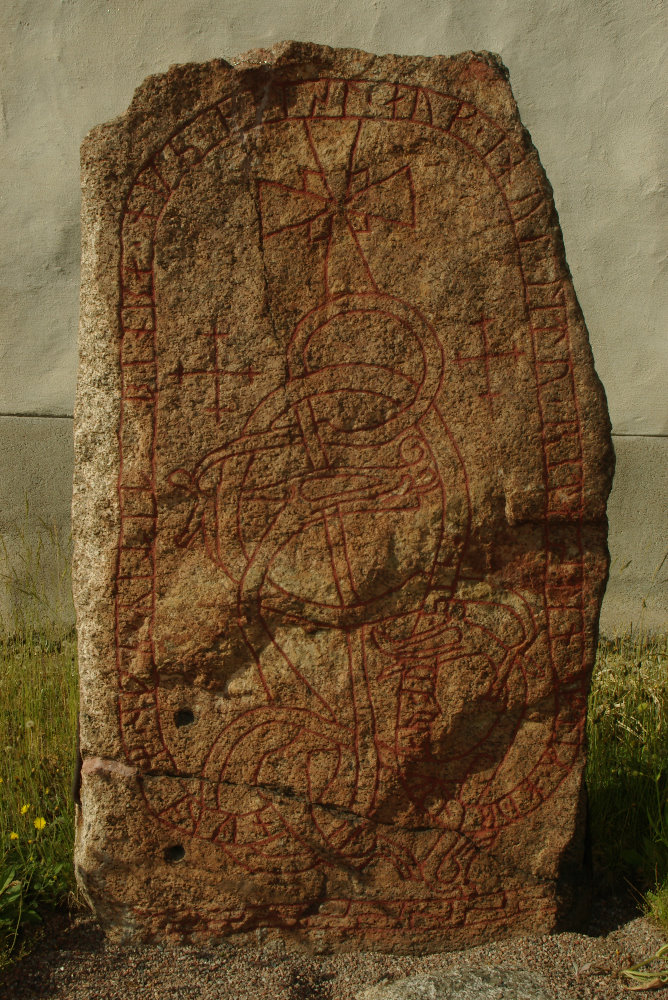
U 1047 år 2006
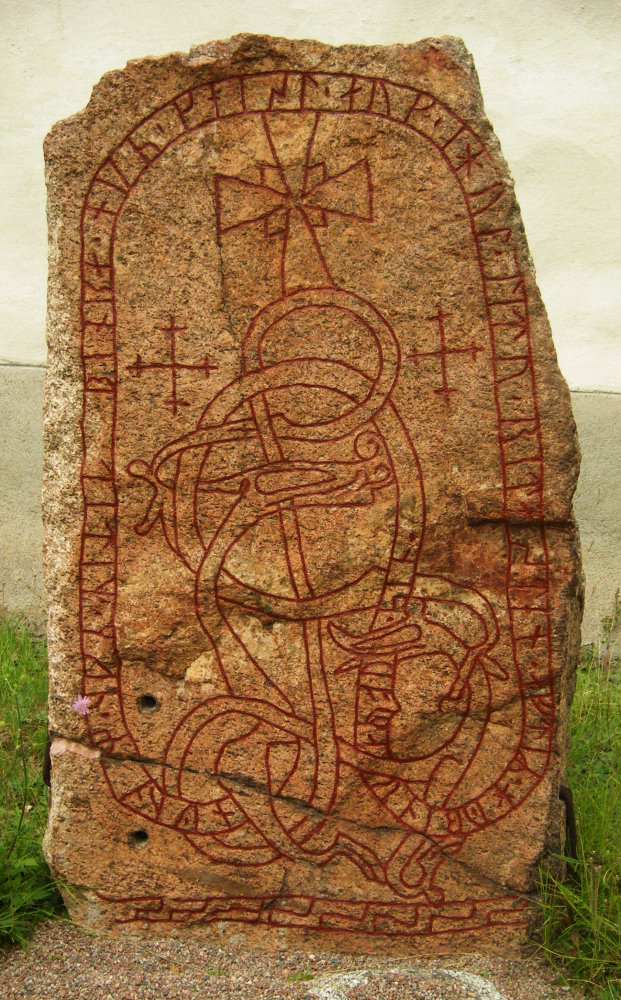
U 1047 år 2009